# Mela Lee
Mela Lee (née le 31 juillet 1976) est une actrice spécialisée dans le domaine du doublage et chanteuse du groupe Magnolia Memoir.
Lee est surtout connue pour prêter sa voix à des mangas ou séries animées japonaises, doublant les voix des séries Bleach, When They Cry ou encore Rozen Maiden. Elle a aussi fait une voix dans un dessin animé intitulé Luz à Osville. Elle participe notamment au doublage de film d'animation et de jeux vidéo.

## Filmographie

### Anime
| Année | Titre                                                | Rôle               | Notes                        | Source |
| ----- | ---------------------------------------------------- | ------------------ | ---------------------------- | ------ |
| 2001  | Saint Tail                                           | Meimi / St. Tail   |                              | ,      |
| 2006  | Immortal Grand Prix                                  | Max Erlich         |                              | [ 3 ]  |
| 2006  | Kannazuki no Miko                                    | Kyoko              |                              | [ 4 ]  |
| 2006  | Fate/stay night                                      | Rin Tohsaka        |                              | ,      |
| 2007  | Rozen Maiden                                         | Shinku             | Ainsi que Trumend, Ouverture |        |
| 2007  | Higurashi: When They Cry                             | Rena Ryugu         |                              |        |
| 2008  | Gurren Lagann                                        | Darry              |                              | [ 7 ]  |
| 2008  | Tweeny Witches                                       | Eva                |                              |        |
| 2009  | Blade of the Immortal                                | Rin Asano          |                              |        |
| 2010  | Vampire Knight                                       | Yuki Cross         | Ainsi que Guilty             |        |
| 2011  | Durarara!!                                           | Erika Karisawa     |                              | [ 8 ]  |
| 2012  | Nura: Rise of the Yokai Clan                         | Kana Ienaga        | en tant que Kayla Yesratsian |        |
| 2013  | Fate/Zero                                            | Rin Tohsaka        |                              |        |
| 2015  | Durarara!!×2                                         | Erika Karisawa     |                              | [ 9 ]  |
| 2015  | BlazBlue Alter Memory                                | Rachel Alucard     |                              | [ 10 ] |
| 2015  | Aldnoah.Zero                                         | Orlane             |                              | [ 11 ] |
| 2015  | Fate/stay night: Unlimited Blade Works               | Rin Tohsaka        | série télévisée              | [ 12 ] |
| 2016  | Hunter × Hunter                                      | Canary             | série de 2011                | ,      |
| 2016  | The Asterisk War                                     | Sylvia Ryuneheim   |                              |        |
| 2016  | Erased                                               | Misato Yanagihara  |                              | [ 16 ] |
| 2017  | Mob Psycho 100                                       | Rei Kurosaki       |                              | [ 17 ] |
| 2017  | Berserk                                              | Schierke           | série de 2016                | [ 18 ] |
| 2018  | The Seven Deadly Sins                                | Melascula          |                              | [ 7 ]  |
| 2018  | Sword Gai: The Animation                             | Mina Haraya        |                              |        |
| 2018  | Fate/Extra: Last Encore                              | Rin Tohsaka        |                              |        |
| 2019  | Cannon Busters                                       | Dex                |                              | [ 19 ] |
| 2019  | Demon Slayer: Kimetsu no Yaiba                       | Kanata Ubuyashiki  |                              | [ 20 ] |
| 2019  | Fate/Grand Order - Absolute Demonic Front: Babylonia | Ishtar, Ereshkigal |                              | [ 21 ] |
| 2021  | Yashahime: Princess Half-Demon                       | Tamano             |                              |        |

### Animation occidentale
| Année | Titre                                   | Rôle                                          | Notes | Source |
| ----- | --------------------------------------- | --------------------------------------------- | ----- | ------ |
| 2015  | Miraculous: Tales of Ladybug & Cat Noir | Tikki, Stormy Weather, Penny Rolling, Mirelle |       | [ 22 ] |
| 2018  | Avengers: Black Panther's Quest         | Princesse Zanda                               |       | [ 23 ] |
| 2018  | RWBY                                    | Caroline Cordovin                             |       | [ 24 ] |
| 2020  | The Loud House                          | Principal Rivers                              |       |        |
| 2020  | The Owl House                           | Kikimora                                      |       |        |
| 2021  | The Ghost and Molly McGee               | Chanteuse des Atomic Pink, Linda              |       |        |
| 2022  | Barbie: It Takes Two                    | Simone                                        |       |        |

### Films d'animation
| Année | Titre                                             | Rôle          | Notes            | Source |
| ----- | ------------------------------------------------- | ------------- | ---------------- | ------ |
| 2008  | Strait Jacket                                     | Minea         | doublage anglais | [ 25 ] |
| 2010  | Alpha and Omega                                   | Candy         |                  |        |
| 2012  | Fate/stay night: Unlimited Blade Works            | Rin Tohsaka   |                  |        |
| 2014  | Alpha and Omega 3: The Great Wolf Games           | Agnes         |                  |        |
| 2015  | Alpha and Omega: Family Vacation                  | Agnes         |                  |        |
| 2015  | Madea's Tough Love                                | Vieille dame  |                  |        |
| 2016  | Alpha and Omega: The Big Fureeze                  | Agnes         |                  |        |
| 2017  | Alpha and Omega: Journey to Bear Kingdom          | Agnes         |                  |        |
| 2018  | Fate/stay night: Heaven's Feel I. presage flower  | Rin Tohsaka   | doublage anglais |        |
| 2019  | Fate/stay night: Heaven's Feel II. lost butterfly | Rin Tohsaka   | doublage anglais |        |
| 2021  | Fate/stay night: Heaven's Feel III. spring song   | Rin Tohsaka   | doublage anglais |        |
| 2021  | Case Closed: The Fist of Blue Sapphire            | Rechel Cheong |                  |        |
| 2023  | Suzume                                            | Miki          | doublage anglais | [ 26 ] |
| 2023  | Ladybug & Cat Noir: The Movie                     | Tikki         | doublage anglais |        |

## Ludographie
| Année | Titre                                                    | Rôle                    | Notes            | Source |
| ----- | -------------------------------------------------------- | ----------------------- | ---------------- | ------ |
| 2009  | BlazBlue                                                 | Rachel Alucard          | doublage anglais |        |
| 2013  | Fire Emblem: Awakening                                   | Tiki, Naga              | doublage anglais | [ 27 ] |
| 2014  | Digimon All-Star Rumble                                  | Biyomon, Hououmon       | doublage anglais |        |
| 2015  | Xenoblade Chronicles X                                   | Celica                  | doublage anglais |        |
| 2015  | The Legend of Heroes: Trails of Cold Steel               | Sharon Kreuger, Scarlet | doublage anglais |        |
| 2016  | The Legend of Heroes: Trails of Cold Steel II            | Sharon Kreuger, Scarlet | doublage anglais |        |
| 2017  | Fire Emblem Heroes                                       | Tiki, Naga              | doublage anglais | [ 28 ] |
| 2017  | Fire Emblem Warriors                                     | Tiki                    | doublage anglais | [ 29 ] |
| 2018  | BlazBlue: Cross Tag Battle                               | Rachel Alucard          | doublage anglais | [ 30 ] |
| 2018  | Super Smash Bros. Ultimate                               | Tiki                    | doublage anglais |        |
| 2019  | Apex Legends                                             | Lifeline                |                  |        |
| 2019  | Mortal Kombat 11                                         | Jade                    |                  |        |
| 2019  | Pokémon Masters                                          | Karen                   | doublage anglais |        |
| 2019  | Daemon X Machina                                         | Sif, Ayer               |                  |        |
| 2019  | Phantasy Star Online 2                                   | Sukunahime              | doublage anglais | [ 31 ] |
| 2020  | Granblue Fantasy Versus                                  | Zeta                    | doublage anglais |        |
| 2020  | Deadly Premonition 2: A Blessing in Disguise             | Aaliyah Davis           |                  |        |
| 2020  | Guardian Tales                                           | Miya                    |                  |        |
| 2020  | The Legend of Heroes: Trails of Cold Steel IV            | Sharon Kreuger          |                  |        |
| 2021  | Demon Slayer: Kimetsu no Yaiba – The Hinokami Chronicles | White-Haired Guide      |                  | [ 32 ] |
| 2021  | I Expect You To Die 2: The Spy and The Liar              | The Fabricator          |                  | [ 7 ]  |
| 2022  | Rune Factory 5                                           | Hina                    |                  |        |
| 2023  | Fire Emblem Engage                                       | Tiki                    | doublage anglais | [ 33 ] |
| 2025  | Date Everything!                                         | Betty Bed               |                  | [ 34 ] |